# Atherinella nesiotes
Atherinella nesiotes är en fiskart som först beskrevs av Myers och Wade 1942.  Atherinella nesiotes ingår i släktet Atherinella och familjen Atherinopsidae. IUCN kategoriserar arten globalt som otillräckligt studerad. Inga underarter finns listade.